# Distretto di Supe
Il distretto di Supe è uno dei cinque distretti della provincia di Barranca, in Perù. Si trova nella regione di Lima e si estende su una superficie di 516,28 chilometri quadrati.
Ha per capoluogo la città di Supe.